# Buddleja longifolia
Buddleja longifolia là một loài thực vật có hoa trong họ Huyền sâm. Loài này được Kunth mô tả khoa học đầu tiên năm 1820.